# FAM46A
FAM46A‏ (Terminal nucleotidyltransferase 5A) هوَ بروتين يُشَفر بواسطة جين FAM46A في الإنسان.

## الوظيفة
وظيفته غير معروفة حاليًا.